# Uchida Yuki Perfect Best
Albums de Yuki Uchida
Present
(1997)
Singles
 Uchida Yuki Perfect Best   (内田有紀 パーフェクト・ベスト) est le deuxième album compilation de Yuki Uchida. Il sort le 7 juillet 2010 au Japon sur le label King Records, treize ans après le dernier album de la chanteuse, sa première compilation Present, dont neuf des titres sont à nouveau repris.
Cette nouvelle compilation contient dans l'ordre chronologique les chansons-titres des dix singles de la chanteuse, sortis dans les années 1990, ainsi que les "face B" de trois d'entre eux : Tenca wo Torō! -Uchida no Yabō-, Ashita wa Ashita no Kaze ga Fuku et sa "face B" "Arigatō", Only You, Baby's Growing Up et sa "face B" 19, Shiawase ni Naritai, Ever & Ever (en duo avec m.c.A・T.), "Aishiteru", Da.i.su.ki. et sa "face B" Uchida no Rock'n'Roll, Heartbreak Sniper, et Rakuen ; cette dernière est également parue sur le maxi-single Rakuen ~Memorial Tracks~ de 1999, tout dernier disque de la chanteuse qui se consacre désormais à sa carrière d'actrice. Seules deux d'entre elles étaient déjà parues dans leur version d'origine sur des albums originaux (excluant la précédente compilation Present) : Tenca wo Torō! (sur Junjō Karen Otome Moyō) et Shiawase ni Naritai (en "titre bonus" sur Nakitakunalu).
La nouvelle compilation contient également quatre autres titres, tirés des deux premiers albums de la chanteuse, Junjō Karen Otome Moyō et Mi-Chemin de 1995.

## Liste des titres
1. Tenca wo Torō! -Uchida no Yabō- (TENCAを取ろう~内田の野望?)
2. Dakara Kotte Yamerenai! (だから恋ってやめられない!?) (de l'album Junjō Karen Otome Moyō)
3. Renai Therapist (恋愛セラピスト?) (de l'album Junjō Karen Otome Moyō)
4. Ashita wa Ashita no Kaze ga Fuku (明日は明日の風が吹く?)
5. "Arigatō" (「ありがとう」?) ("face B" de Ashita wa Ashita no Kaze ga Fuku ; inédit en album)
6. Only You
7. Baby's Growing Up
8. 19 ("face B" de Baby's Growing Up ; inédit en album)
9. Tabun Sō ne Kitto (たぶん・そうね・きっと?) (de l'album Mi-Chemin)
10. Tōi Kioku (遠い記憶?) (de l'album Mi-Chemin)
11. Shiawase ni Naritai (幸せになりたい?)
12. Ever & Ever (EVER & EVER?)  (par Uchida Yuki & m.c.A.T)
13. "Aishiteru" (「アイシテル」?)
14. Da.i.su.ki.
15. Uchida no Rock'n'Roll ("face B" de Da.i.su.ki.)
16. Heartbreak Sniper (ハートブレイク スナイパー?) (inédit en album)
17. Rakuen (楽園?) (inédit en album)